# Око разума
«Око разума» (англ. «Mind's Eye») — 16-й эпизод 5-го сезона сериала
«Секретные материалы». Премьера
состоялась 19 апреля 1998 года на телеканале FOX.
Эпизод принадлежит к типу «монстр недели» и никак не связан с основной
«мифологией сериала», заданной в
первой серии.
Режиссёр — Ким Мэннэрс, автор сценария — Тим Минеар, приглашённые звёзды — Лили Тэйлор, Блю Манкума,
Генри Лубатти.
В США серия получила рейтинг домохозяйств Нильсена, равный 10,4, который означает, что в день
выхода серию посмотрели 16,53 миллиона человек.
Главные герои серии — Фокс Малдер (Дэвид Духовны) и Дана Скалли (Джиллиан Андерсон), агенты ФБР, расследующие сложно поддающиеся научному
объяснению преступления, называемые Секретными материалами.

## Сюжет
В данном эпизоде Малдер и Скалли расследуют убийство наркодилера, которое предположительно совершает слепая от рождения женщина. Она отказывается сотрудничать со следствием и всячески показывает уверенность в себе. Её посещают видения, в которых разворачивается картина убийства. Очевидно, что женщина имеет некую психическую связь с преступником.